# لو جون أنديبوندون (صحيفة)
لو جون أنديبوندون (بالفرنسية: Le Jeune Indépendant)‏ وتعني الشاب المستقل و هي صحيفة يومية جزائرية تصدر باللغة الفرنسية.

## وصلات خارجية
- الموقع الرسمي لجريدة لو جون أنديبوندون